# Orde van Verdienste voor de Marine
De Orde van Verdienste voor de Marine (Portugees:"Ordem do Mérito Naval") is een op 4 juli 1934 ingestelde Braziliaanse Ridderorde die voor de marine bestemd is. De Orde wordt ook aan burgers en vreemdelingen die zich voor de Braziliaanse zeestrijdkrachten verdienstelijk maakten verleend. 
De Orde kent vier graden:
- Grootkruis
- Grootofficier
- Commandeur
- Officier
- Ridder

Het lint van de Orde is rood-grijs-rood.